# ديفيد واتسون (ضابط)
ديفيد واتسون هو ضابط كندي، ولد في 7 فبراير 1869 في مدينة كيبك في كندا، وتوفي بنفس المكان في 19 فبراير 1922.